# Манкель, Хеннинг
Хеннинг Манкель (швед. Henning Mankell, 3 февраля 1948, Стокгольм — 5 октября 2015, Гётеборг) — шведский театральный режиссёр и писатель, автор детективных романов о комиссаре Курте Валландере. В последние годы Манкель жил преимущественно в Мозамбике, возвращаясь на лето в Швецию. C 1998 года был женат на дочери шведского режиссёра Ингмара Бергмана.

## Биография
Родился в 1948 году в Стокгольме. Назван в честь деда, шведского композитора Ивара Хеннинга Манкеля.. Через год после его рождения родители развелись, и Хеннинг переехал вместе с отцом, работавшим судьёй, и старшей сестрой в Свег на север Швеции, а затем в Бурос.
С самого детства мечтал стать писателем, но интересовался также и театром. Он поступил в театральную школу и уже в возрасте 17 лет начал свою карьеру в качестве помощника режиссёра в стокгольмском театре Riks . C 1968 года он работал театральным режиссёром и писателем, поставив себе целью разоблачение современного буржуазного общества. Он принимал участие в акциях протеста против войны во Вьетнаме, колониальной войны Португалии в Африке и режима апартеида в Южной Африке. В 70-х годах Манкель перебрался в Норвегию, где, в частности, участвовал в деятельности маоистской Рабочей коммунистической партии Норвегии. Там же в начале 70-х появились его первые романы.
Ребёнком мечтал о поездке в Африку, и в 1972 году он совершил определившее всю его дальнейшую жизнь путешествие в Замбию, где провёл два года. Африка навсегда стала его второй родиной. «Я стою одной ногой в снегу, а другой — в песке» — сказал он о себе в одном из интервью.
Литературная деятельность писателя началась в 1973 году с романа «Взрыватель гор» об истории рабочего движения. Романы и пьесы писателя имели социальную направленность.
В конце 70-х поездки в Африку для Хеннинга становятся постоянными. Зимбабве, потом Мозамбик. В середине 80-х годов он основал в Мапуто, ставшем его второй родиной, театральную труппу. В 1986 году он возглавил театр Avenida, единственный профессиональный театр Мозамбика. Манкель по полгода проводил то в Швеции, то в Африке. Его впечатления об Африке нашли своё отражение в романе «Красная антилопа» (2001) о мальчике-бушмене.
Последующие десять лет Манкель работал режиссёром и художественным руководителем Theater von Västerbotten в Шеллефтео, а с 1984 года — театра Kronoborg в городе Векшё. Из-за работы в театре в период с 1984 по 1990 он ничего не публиковал.
«Безликие убийцы» — первый роман из серии о детективе Курте Валландере — вышел в свет в 1991 году. Книга имела большой успех в Швеции и получила несколько наград. Однако только с третьей книги о Валландере под названием «Белая львица» серия детективов получила международное признание. Эти детективы написаны в традициях романов шведских писателей Шёваль и Валё о комиссаре полиции Мартине Беке. Многие романы этой серии были экранизированы, некоторые из них неоднократно. Детективное творчество не означало отход от социальной тематики. Все произведения наполнены размышлениями о путях развития Швеции, о проблемах эмигрантов, о необходимости борьбы с любыми видами экстремизма. Политические и общественные темы всегда имели важное значение в творчестве писателя. Так, его личные переживания описаны в появившемся в 2008 году романе «Китаец».
Манкель — автор многочисленных книг для детей и юношества, например «Загадка огня» (1996) и «Мальчик, спящий на заснеженной кровати» (1998). В 2003 году Манкель в соавторстве с актёрами театра Граца и «Авенидо» написал и поставил пьесу «Блюз бабочки».
В 2001 году он создал свой собственный издательский дом Leopard Förlag с целью поддержки молодых талантов из Африки и Швеции. Он также пожертвовал 15 миллионов шведских крон для «Детских деревень SOS» в Мозамбике. В 2010 году он был среди активистов флотилии Free Gaza Movement, где призывал к санкциям против Израиля.

## Признание
В июне 2008 года Манкель получил почётную степень доктора Университета Сент-Эндрюса в Шотландии. В 2009 году Манкель получил Премию мира имени Э. М. Ремарка города Оснабрюк за свою работу в Африке. Часть призового фонда Манкель пожертвовал на проект немецкого режиссёра Кристофа Шлингензифа — строительство Operndorf Afrika в Буркина-Фасо.